# داوسن (آلاباما)
داوسن (به انگلیسی:Dawson) یک منطقهٔ مسکونی در ایالات متحده آمریکا است که در آلاباما واقع شده‌است. داوسن ۳۵۳٫۸۸ متر بالاتر از سطح دریا واقع شده‌است.